# Augusta Lamberg
Augusta Laurentia Ryberg, känd under flicknamnet Augusta Lamberg, född 18 juli 1846 i Varberg, död 5 oktober 1922 i Oscars församling i Stockholm, var en svensk företagare. 
Hon startade 1877 A Lambergs Kappmagasin, som hon drev till 1922, och som blev Gamla stans äldsta kappaffär: det blev senare AB Stora Kapphuset och AB Stilkappor.
Hon var gift med grosshandlaren Anders Ryberg (1856–1915) och är begravd i en familjegrav på Norra begravningsplatsen i Stockholm.